# Babakücə
Babakücə è un comune dell'Azerbaigian situato nel distretto di Masallı. Conta una popolazione di 616 abitanti.